# 松尾造酒蔵
松尾 造酒蔵（まつお みきぞう、1890年3月1日 - 1985年1月20日）は日本の牧師。長年神学校の教授を務め、神学教育に貢献した。日本基督改革派教会の牧師吉岡繁の実父であり、双恵学園（さいたま市）の創立者・松尾武の兄。共立女子神学校校長，フェリス女学院理事長，横須賀学院理事長などを歴任。

## 生涯
長崎県島原に生まれた。島原中学卒業後に上京し、叔父の松原英一の指導を受ける。
1908年（明治41年）東京にて、植村正久より洗礼を受ける。明治学院神学部、米国のオーバン神学校、スコットランドのエディンバラのニュー・カレッジで学び、1921年（大正10年）7月に帰国して、横浜市に住んだ。
1922年（大正11年）8月日本基督教会鎌倉雪ノ下教会より招聘を受けて、9月より牧師になる。1922年より、共立女子聖書学院の教授に就任する。明治学院と東京神学社の講師も兼任する。
1940年（昭和15年）に共立女子神学校の初の日本人校長に就任するが、1943年に神学校は廃校になる。1944年（昭和19年）、神奈川県宗教報国会理事長に就任する。
1950年（昭和25年）、小崎道雄、日野原善輔と共に、旧海軍機関学校跡地に横須賀学院を設立する。1960年（昭和35年）松尾が二代目理事長に就任する。1969年（昭和44年）に松尾が鎌倉雪ノ下教会を辞任する。翌年1970年松尾が理事長と院長を兼務する。1979年（昭和54年）日本キリスト教文化協会よりキリスト教功労者の表彰を受ける。
1983年（昭和58年）現職のまま死去する。1984年（昭和59年）1月21日に告別式が行われ、体育館1階にあるホール（柔道場隣）がその功績より「松尾ホール」と名づけられた（文化祭でバザー会場として一般に開放）。
地域の社会福祉にも貢献して、衣笠病院、鎌倉静養館などの経営にも携わった。